# Josefina Álvares de Azevedo
Josefina Álvares de Azevedo   (Paraíba, 5 de maig de 1851 - Estat de Rio de Janeiro, 1 de setembre de 1913) fou periodista, escriptora i precursora del feminisme al Brasil.

## Carrera
El 1877, es traslladà a São Paulo, i hi fundà el 1888 el periòdic A Família. L'any següent se n'anà a Rio de Janeiro, on mantingué la publicació del diari fins al 1897, i la'n reprengué el 1898.
Defensava l'educació de la dona com a eina essencial per a emancipar-se. Estengué el seu periòdic per tot el país, viatjant cap al nord i nord-est. Promogué el sufragi femení, a partir de l'article El dret al vot, del 1890. El mateix any escrigué la comèdia El vot femení, presentada al Teatre Recreio Dramático.
El 1890, publicà un recull d'articles i poesies, titulat Retalhos.
Va publicar l'Almanac de Records Lusitanobrasiler.